# Satoshi Sekimoto
Pour les articles homonymes, voir Satoshi.
 (décembre 2023).
Satoshi Sekimoto, né le 27 décembre 1982 à Hiroshima au Japon, est un brodeur japonais. Satoshi a obtenu les titres de Meilleur Ouvrier de France dans la catégorie « broderie haute couture » et de Maître Artisan. En collaborant avec la maison Lafont, il a aussi remporté le prix spécial du jury lors des Silmo d'or 2023.

## Origines
Satoshi travaille comme indépendant, en particulier pour une jeune créatrice de mode Claudine Ivari et l’Atelier Montex[source insuffisante]. Mais il coud aussi pour des marques telles que Alexander McQueen, Givenchy,. En 2013, il abandonne son activité pour être embauché par Montex racheté alors par le groupe Chanel.

## Titres et distinctions
En même temps, Satoshi s’inscrit au concours « Meilleur ouvrier de France ». Cette compétition n’a lieu qu’une fois tous les quatre ans, et nécessite une préparation sur deux ans. La veste à réaliser doit être brodée sur le thème de l’Inde des maharadjahs, des moghols, et du Rajasthan. La fabrication de cette œuvre sur satin de soie nécessitera plus de sept cents heures de broderie. En 2015, à la Sorbonne et au Palais de l'Élysée, il se voit alors remettre le titre de Meilleur Ouvrier de France dans la catégorie « broderie haute couture »,,,,,.
Par la suite, il évolue dans l’atelier de Chanel[source secondaire nécessaire] vers le département de broderie architecturale appelé MTX, où il découvre de nouvelles matières et de nouveaux procédés de création.
En 2017, il participe à l'exposition « MOF en scènes » de Didier Ruiz au Musée des Arts et Métiers,,.
En 2021, Satoshi quitte Paris pour s’installer en Provence. Observateur de nature, il profite des collines de Marcel Pagnol pour la retranscrire dans ses créations..
En 2022, il crée la marque Maison Sekimoto avec Laurent Sekimoto, son conjoint.
En 2023, Satoshi obtient un titre supplémentaire : Maître Artisan en Métier d’Art. La même année, pour leur centenaire, la Maison Lafont collabore avec Maison Sekimoto. Ce partenariat donne naissance à une paire de lunettes de soleil appelée Ouvrage qui comporte de la broderie sur les montures. La pièce est primée lors des Silmo d'Or 2023 et obtient le prix Spécial du Jury,,,,,,,,,,,,.